# Barranc de Ribalta
El Barranc de Ribalta és un torrent afluent per la dreta del Riu Negre, al Solsonès.

## Descripció
De direcció predominant vers les 4 del rellotge, s'escola pel vessant de llevant del Torregassa al llarg de prop de 5,5 km. Després d'haver travessat l'Obaga de l'Hostalet i el Bosc de Ribalta que li dona nom, modera el seu pendent a l'anar-se endinsant a l'altiplà de Solsona. Passa a prop de les masies de Coloma, Cal Sastre i la Canal i tot seguit rep per la dreta el Torrent de Cal Sastre just abans de travessar l'antiga carretera LV-3005 de Solsona a Torà, sota Cal Llarg mitjançant el Pont de la Canal. Després de travessar la C-451 i la C-149, desguassa per la dreta al Riu Negre a la depuradora de Solsona.

## Termes municipals que travessa
Des del seu naixement, el Barranc de Ribalta passa successivament pels següents termes municipals.
|                                        | Longitud (en m.) | % del recorregut |
| -------------------------------------- | ---------------- | ---------------- |
| Per l'interior del municipi d'Olius    | 3.144            | 56,6%            |
| Per l'interior del municipi de Solsona | 2.408            | 43,4%            |

## Perfil del seu curs
| Recorregut (en m.) | Altitud (en m.) | Pendent |
| ------------------ | --------------- | ------- |
| 0                  | 920             | -       |
| 500                | 848             | 14,4%   |
| 1.000              | 763             | 17,0%   |
| 1.500              | 729             | 6,8%    |
| 2.000              | 707             | 4,4%    |
| 2.500              | 689             | 3,6%    |
| 3.000              | 677             | 2,4%    |
| 3.500              | 668             | 1,8%    |
| 4.000              | 659             | 1,8%    |
| 4.500              | 650             | 3,0%    |
| 5.000              | 647             | 0,6%    |
| 5.552              | 637             | 2,3%    |

## Xarxa hidrogràfica

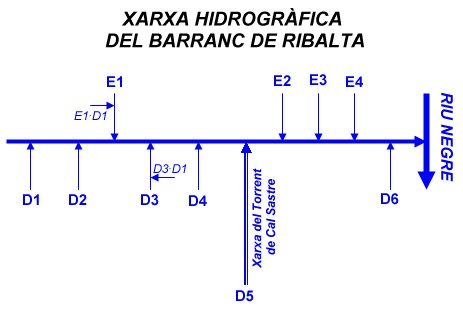
Xarxa hidrogràfica del Barranc de Ribalta

La xarxa hidrogràfica del Barranc de Ribalta està integrada per un total de 23 cursos fluvials dels quals, 10 són subsidiaris de 1r nivell, 6 ho són de 2n nivell,2 ho són de 3r nivell, 3 ho són de 4t nivell i 1 ho és de 5è nivell. La totalitat de la xarxa suma una longitud de 15.811 m.
| Codi del corrent fluvial | Coordenades del seu origen                                    | longitud (en metres) |
| ------------------------ | ------------------------------------------------------------- | -------------------- |
| Barranc de Ribalta       | 41° 59′ 43.93″ N, 1° 28′ 26.68″ E / 41.9955361°N,1.4740778°E  | 5.552                |
| D1                       | 41° 59′ 37.31″ N, 1° 28′ 26.37″ E / 41.9936972°N,1.4739917°E  | 724                  |
| D2                       | 41° 59′ 13.06″ N, 1° 28′ 43.12″ E / 41.9869611°N,1.4786444°E  | 584                  |
| E1                       | 41° 59′ 44.32″ N, 1° 29′ 3.199″ E / 41.9956444°N,1.48422194°E | 499                  |
| E1·D1                    | 41° 59′ 40.31″ N, 1° 28′ 57.51″ E / 41.9945306°N,1.4826417°E  | 327                  |
| D3                       | 41° 59′ 10.81″ N, 1° 28′ 57.29″ E / 41.9863361°N,1.4825806°E  | 784                  |
| D3·D1                    | 41° 59′ 12.43″ N, 1° 29′ 15.15″ E / 41.9867861°N,1.4875417°E  | 159                  |
| D4                       | 41° 59′ 6.965″ N, 1° 29′ 23.99″ E / 41.98526806°N,1.4899972°E | 752                  |
| D5                       | Xarxa del Torrent de Cal Sastre                               | 5.018                |
| E2                       | 41° 59′ 30.89″ N, 1° 30′ 11.38″ E / 41.9919139°N,1.5031611°E  | 859                  |
| E3                       | 41° 59′ 12.84″ N, 1° 30′ 37.36″ E / 41.9869000°N,1.5103778°E  | 253                  |
| E4                       | 41° 59′ 13.75″ N, 1° 30′ 39.93″ E / 41.9871528°N,1.5110917°E  | 292                  |
| D6                       | 41° 59′ 2.627″ N, 1° 30′ 31.64″ E / 41.98406306°N,1.5087889°E | 223                  |

### Vessants
|                  | nombre de subsidiaris | Longitud total (en m.) |
| ---------------- | --------------------- | ---------------------- |
| Vessant dret     | 17                    | 8.056                  |
| Vessant esquerre | 5                     | 2.230                  |

### Distribució per termes municipals
| Municipi | Longitud que hi transcorre |
| -------- | -------------------------- |
| Olius    | 10.290 m.                  |
| Solsona  | 6.504 m.                   |